# Казахстансько-польські відносини

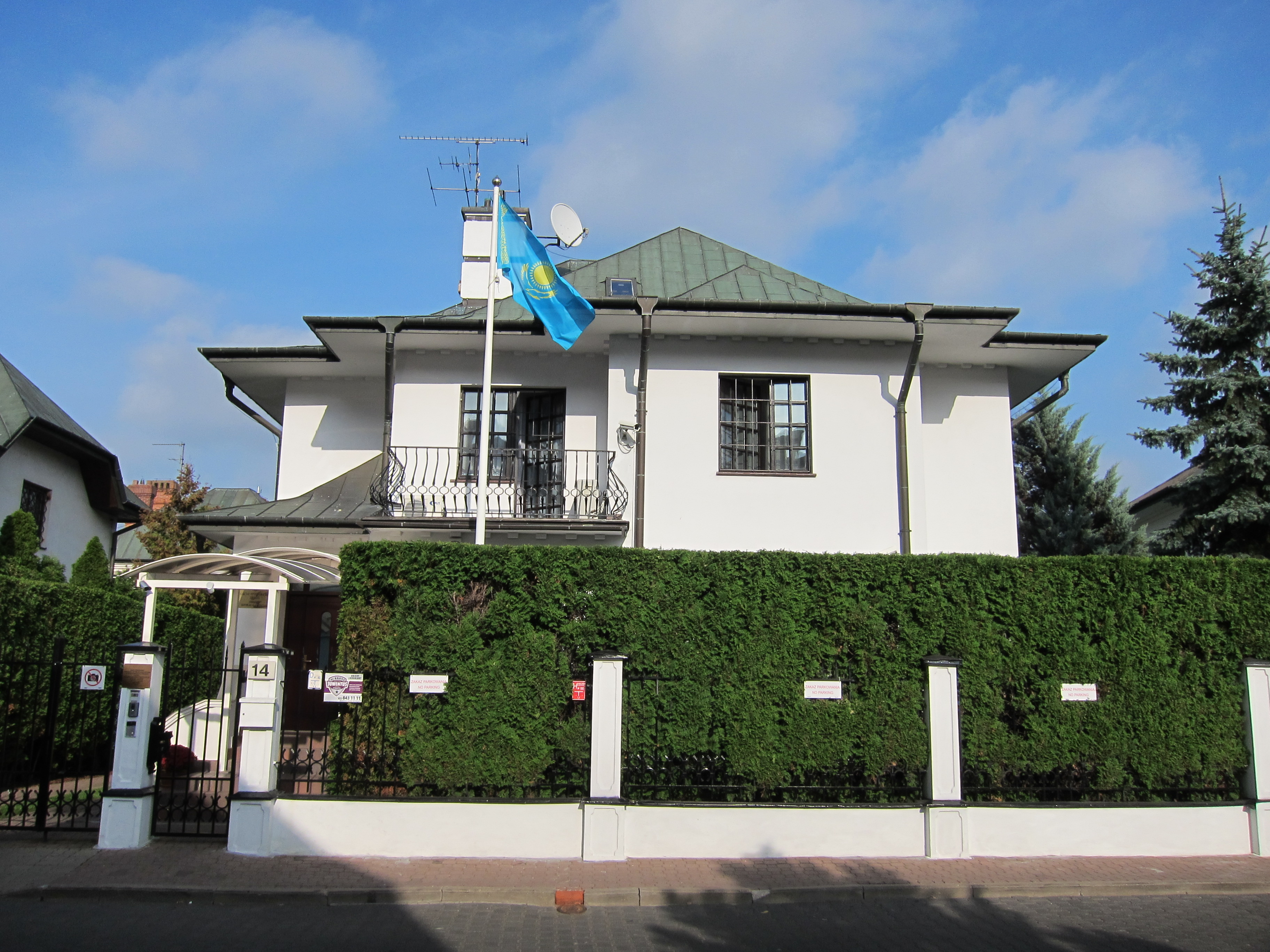
Посольство Казахстану у Польщі

Казахстансько-польські відносини (каз. Қазақстан-Польша қатынастары, пол. stosunki kazachsko-polskie) — історичні та поточні двосторонні відносини між Казахстаном і Польщею.
Казахстан має своє посольство у Варшаві, а Польща має своє посольство в Астані. Обидві держави — члени Організації з безпеки та співробітництва в Європі.

## Історія
Казахстан і Польща мають спільні сторінки історії, які беруть свій початок від трагічних подій масової депортації етнічних поляків до колишньої Казахської Радянської Соціалістичної Республіки Радянського Союзу.
Республіка Казахстан і Республіка Польща встановили офіційні дипломатичні відносини 1992 року.
Польські президенти Квасневський і Качинський відвідували Казахстан у 1999 і 2007 році відповідно.
2016 року на Польсько-казахстанському економічному форумі президент Польщі Анджей Дуда прийняв президента Казахстану Нурсултана Назарбаєва.

## Політична співпраця
Казахстан залишається ключовим політичним партнером Польщі в регіоні Центральної Азії. З погляду Польщі Казахстан відіграє важливу роль у підтриманні політичної стабільності в цій частині світу та є ініціатором багатьох корисних наднаціональних ініціатив.

## Економічні відносини
2014 року товарообіг між двома державами перевищив 2,2 мільярда доларів. У Казахстані працюють понад 200 польських приватних підприємств, які інвестували у свою діяльність у цій країні близько 130 мільйонів доларів США.
Для налагодження комерційних зв'язків між фірмами зовнішньоторговельні відомства обох держав спільно заснували Польсько-Казахстанську міжурядову комісію з економічного співробітництва.
Торгівля з Казахстаном відіграє істотну роль у польських продажах за кордоном, що робить цю країну одним із провідних економічних партнерів Польщі серед країн Центральної Азії.
Казахстан входить до першої десятки за обсягом польського експорту до країн Азії. Серед імпортерів до Казахстану Польща входить до першої двадцятки, зазвичай посідаючи місце у другій двадцятці (6 місце серед країн ЄС).

## Транспортні зв'язки
З Варшави до Астани виконують авіарейси польські авіалінії LOT.

## Дипломатичні відносини
| Республіка Казахстан - Варшава (посольство) | Республіка Польща - Астана (посольство) |